# Ascoli Picchio F.C. 1898 2015-2016
Questa voce raccoglie le informazioni riguardanti l'Ascoli nelle competizioni ufficiali della stagione 2015-2016.

## Stagione
Nella stagione 2015/2016 l'Ascoli disputa il suo diciannovesimo campionato di Serie B della sua storia.
Nella stagione precedente ha militato nel girone B della Lega Pro classificandosi secondo, dietro al Teramo, e venendo eliminato al primo turno dei playoff dalla Reggiana.
Alla vigilia della stagione calcistica 2015-2016, l'Ascoli ottiene il diritto di richiedere l'ammissione al campionato di Serie B nella stagione sportiva 2015/2016, poiché il Teramo, vincitore del campionato, è condannato dalla giustizia sportiva alla retrocessione in Lega Pro per illecito sportivo: infatti, in seguito alla combine della penultima partita di campionato della squadra abruzzese a Savona, terminata con la vittoria fuori casa per 0-2, il Teramo ha ottenuto la promozione in Serie B con una giornata di anticipo, rendendo inutile lo scontro diretto proprio con l'Ascoli allo stadio Bonolis all'ultima giornata della stagione regolare.
L'Ascoli che ha costruito una squadra da Lega Pro e si trova a disputare il campionato cadetto, conferma Mario Petrone in panchina, ma il 2 novembre dopo 4 sconfitte consecutive, 7 in 11 giornate di campionato viene sollevato dall'incarico e viene sostituito da Davis Mangia Chiude il girone di andata con 23 punti, appena sopra la zona pericolosa, nel girone di ritorno ne raccoglie 24, salvandosi con due punti sopra i Play-off.
Il 10 maggio 2016 Davis Mangia annuncia le dimissioni per motivi di salute.. La squadra ascolana nelle ultime 2 giornate viene guidata dal vice allenatore Paolo Cozzi, che ottiene la salvezza nell'ultima giornata pareggiando (0-0) contro lo Spezia. Nella Coppa Italia Tim Cup bianconeri subito fuori nel primo turno, sconfitti (1-2) dal Cosenza.

## Divise e sponsor
Le maglie ufficiali sono state presentate il 13 agosto 2015: la prima maglia è a strisce bianconere, pantaloncini e calzettoni bianchi; La seconda divisa è rappresentata da una maglia rossa attraversata verticalmente da una banda verticale bianconera; la terza divisa dell'Ascoli Picchio è rappresentata da una maglia nera attraversata verticalmente da una banda verticale bianconera.. Lo sponsor tecnico è Max Sport, gli sponsor ufficiali principali sono le aziende ascolane Fainplast e Ciam.
| Casa | Trasferta | Terza divisa |  |

## Organigramma societario
Area direttiva
- Presidente: Francesco Bellini
- Consiglio di amministrazione: Marisa Bellini, M. Cristina Celani, Luca Ciccoianni, Alfredo Fabiani, Battista Faraotti, Giuliano Tosti
- Direttore generale: Gianni Lovato

Area tecnica
- Direttore sportivo: Francesco Marroccu
- Allenatore: Mario Petrone[11] (fino al 02/11/2015), poi Devis Mangia (dal 04/11/2015 al 10/05/2016), poi Paolo Cozzi e Cesare Beggi
- Allenatore in seconda: Andrea Bergamo (fino al 02/11/2015), poi Paolo Cozzi
- Collaboratore tecnico: Cesare Beggi (dal 04/11/2015)
- Preparatore dei portieri: Gilberto Vallesi
- Preparatori atletici: Paolo Amadio, Andrea Arpili

## Rosa
Rosa tratta dal sito ufficiale dell'Ascoli, aggiornata al 30 gennaio 2016.
| N. |                      | Ruolo | Calciatore        |
| -- | -------------------- | ----- | ----------------- |
| 1  | Italia (bandiera)    | P     | Ivan Lanni        |
| 2  | Italia (bandiera)    | D     | Simone Pecorini   |
| 3  | Italia (bandiera)    | D     | Luca Antonini     |
| 4  | Italia (bandiera)    | C     | Giuseppe Pirrone  |
| 4  | Slovenia (bandiera)  | C     | Žan Benedičič     |
| 5  | Italia (bandiera)    | D     | Andrea Mengoni    |
| 6  | Italia (bandiera)    | D     | Valerio Nava      |
| 6  | Romania (bandiera)   | D     | Bogdan Mitrea     |
| 7  | Italia (bandiera)    | A     | Marco Frediani    |
| 7  | Italia (bandiera)    | A     | Doudou Mangni     |
| 8  | Italia (bandiera)    | C     | Gianluca Carpani  |
| 9  | Italia (bandiera)    | A     | Leonardo Perez    |
| 11 | Italia (bandiera)    | D     | Federico Dimarco  |
| 12 | Italia (bandiera)    | P     | Andrea D'Egidio   |
| 13 | Italia (bandiera)    | D     | Davide Cinaglia   |
| 14 | Rep. Ceca (bandiera) | C     | Jakub Jankto      |
| 15 | Italia (bandiera)    | D     | Danilo Quaranta   |
| 16 | Italia (bandiera)    | A     | Riccardo Orsolini |
| 17 | Italia (bandiera)    | C     | Luigi Giorgi      |

| N. |                     | Ruolo | Calciatore         |
| -- | ------------------- | ----- | ------------------ |
| 18 | Italia (bandiera)   | A     | Salvatore Caturano |
| 18 | Marocco (bandiera)  | C     | Ismail H'Maidat    |
| 19 | Ghana (bandiera)    | C     | Bright Addae       |
| 20 | Italia (bandiera)   | C     | Luigi Grassi       |
| 21 | Italia (bandiera)   | A     | Daniele Cacia      |
| 22 | Lituania (bandiera) | P     | Tomas Švedkauskas  |
| 23 | Italia (bandiera)   | D     | Michele Canini     |
| 24 | Italia (bandiera)   | A     | Lorenzo De Grazia  |
| 25 | Italia (bandiera)   | C     | Daniele Altobelli  |
| 26 | Italia (bandiera)   | C     | Simone Paolini     |
| 27 | Italia (bandiera)   | D     | Alberto Almici     |
| 28 | Serbia (bandiera)   | D     | Milan Milanović    |
| 29 | Italia (bandiera)   | A     | Andrea Petagna     |
| 30 | Italia (bandiera)   | C     | Tommaso Bianchi    |
| 30 | Italia (bandiera)   | C     | Nicola Bellomo     |
| 31 | Italia (bandiera)   | D     | Dario Del Fabro    |
| 32 | Italia (bandiera)   | P     | Riccardo Ragni     |
| 33 | Italia (bandiera)   | D     | Luca Iotti         |
| 34 | Italia (bandiera)   | C     | Samuele Parlati    |

### Staff tecnico
- Devis Mangia - Allenatore
- Paolo Cozzi - Allenatore in seconda
- Andrea Arpili - Preparatore atletico
- Paolo Amadio - Preparatore atletico
- Gilberto Vallesi - Preparatore dei portieri
- Lorenzo Vagnini[14] - Videoanalista tattico
- Pasquale Allevi - Coordinatore area medica
- Serafino Salvi - Responsabile sanitario
- Giustino Zu - Terapista della riabilitazione e osteopata
- Emiliano Di Luigi - Fisioterapista
- Mirko Evangelista - Team Manager

## Risultati

### Serie B

#### Girone di andata
| Arbitro: | Abbattista (Molfetta) |

|             |           |  |
| Antonini 4’ | Marcatori |  |

| Arbitro: | Ghersini (Genova) |

|                               |           |  |
| Mammarella 43’ N. Ferrari 72’ | Marcatori |  |

| Arbitro: | Di Paolo (Avezzano) |

|             |           |                           |
| Petagna 90’ | Marcatori | 59’ Ciano 69’, 80’ Ragusa |

| Arbitro: | Chiffi (Padova) |

|           |           |  |
| Acosty 4’ | Marcatori |  |

| Ascoli Piceno 26 settembre 2015, ore 15:00 CEST 5ª giornata | Ascoli                  | 0 – 0 referto | Brescia | Stadio Cino e Lillo Del Duca (5 462 spett.)\| Arbitro: \| Ripa (Nocera Inferiore) \| |
| Arbitro:                                                    | Ripa (Nocera Inferiore) |               |         |                                                                                      |

| Arbitro: | Rapuano (Rimini) |

|  |           |                                           |
|  | Marcatori | 25’ Giorgi 27’ Perez 53’ Cacia 67’ Jankto |

| Arbitro: | La Penna (Roma) |

|                                         |           |              |
| Perez 69’ Giorgi 83’ Petagna 95’ (rig.) | Marcatori | 62’ Lapadula |

| Arbitro: | Candussio (Cervignano del Friuli) |

|                    |           |            |
| Mazzarani 72’, 90’ | Marcatori | 80’ Giorgi |

| Arbitro: | Abisso (Palermo) |

|  |           |                    |
|  | Marcatori | 24’ (rig.) Budimir |

| Arbitro: | Marini (Roma) |

|                                   |           |  |
| Mokulu 39’ Tavano 41’ Gavazzi 48’ | Marcatori |  |

| Arbitro: | Aureliano (Bologna) |

|  |           |                  |
|  | Marcatori | 53’ (aut.) Addae |

| Arbitro: | Martinelli (Roma) |

|                                  |           |  |
| Cinelli 7’ Raičević 17’ Vita 43’ | Marcatori |  |

| Arbitro: | Baracani (Firenze) |

|           |           |  |
| Cacia 77’ | Marcatori |  |

| Arbitro: | Minelli (Varese) |

|                                   |           |  |
| Giannetti 28’ João Pedro 31’, 86’ | Marcatori |  |

| Ascoli Piceno 29 novembre 2015, ore 17:30CEST 15ª giornata | Ascoli          | 0 – 0 referto | Trapani | Stadio Cino e Lillo Del Duca (5 697 spett.)\| Arbitro: \| Pasqua (Tivoli) \| |
| Arbitro:                                                   | Pasqua (Tivoli) |               |         |                                                                              |

| Arbitro: | Serra (Torino) |

|                                    |           |  |
| Valiani 41’ Rosina 47’ Maniero 68’ | Marcatori |  |

| Arbitro: | Ripa (Nocera Inferiore) |

|              |           |  |
| Caturano 15’ | Marcatori |  |

| Arbitro: | Nasca (Bari) |

|                      |           |  |
| Pestrin 27’ Coda 52’ | Marcatori |  |

| Arbitro: | Maresca (Napoli) |

|             |           |                                        |
| Bellomo 65’ | Marcatori | 5’ Gălăbinov 43’ Gonzalez 88’ N. Viola |

| Arbitro: | Marini (Roma) |

|                 |           |                                |
| Nava 66’ (aut.) | Marcatori | 2’ Petagna 6’ Cacia 82’ Giorgi |

| Arbitro: | Saia (Ragusa) |

|                                 |           |  |
| Petagna 53’ Addae 78’ Cacia 80’ | Marcatori |  |

### Girone di ritorno
| Arbitro: | Chiffi (Padova) |

|                                          |           |  |
| Masucci 27’ Caputo 30’, 37’ Iacoponi 40’ | Marcatori |  |

| Arbitro: | Pasqua (Tivoli) |

|            |           |  |
| Jankto 63’ | Marcatori |  |

| Arbitro: | Baracani (Firenze) |

|                                |           |  |
| Ciano 20’ Kessie 32’ Ðuric 83’ | Marcatori |  |

| Ascoli Piceno 6 febbraio 2016, ore 15:00 CET 25ª giornata | Ascoli               | 0 – 0 referto | Latina | Stadio Cino e Lillo Del Duca (5 702 spett.)\| Arbitro: \| Pairetto (Nichelino) \| |
| Arbitro:                                                  | Pairetto (Nichelino) |               |        |                                                                                   |

| Arbitro: | Marini (Roma) |

|                                        |           |                  |
| And. Caracciolo 10’ (rig.) Lancini 83’ | Marcatori | 40’, 73’ Petagna |

| Arbitro: | Ripa (Nocera Inferiore) |

|             |           |  |
| Petagna 52’ | Marcatori |  |

| Arbitro: | Pinzani (Empoli) |

|                              |           |                       |
| Lapadula 61’ Cappelluzzo 66’ | Marcatori | 10’ Jankto 69’ Giorgi |

| Arbitro: | Serra (Torino) |

|                       |           |           |
| Cacia 39’ (rig.), 60’ | Marcatori | 23’ Luppi |

| Arbitro: | La Penna (Roma) |

|                    |           |  |
| Palladino 27’, 74’ | Marcatori |  |

| Arbitro: | Saia (Palermo) |

|                           |           |                                                       |
| Jankto 24’ Cacia 40’, 43’ | Marcatori | 11’, 16’ Mokulu 63’ R. Insigne 87’ (rig.) L. Castaldo |

| Arbitro: | Pezzuto (Lecce) |

|                   |           |                 |
| Marchi 23’ (rig.) | Marcatori | 3’ (rig.) Cacia |

| Arbitro: | Nasca (Bari) |

|               |           |                |
| Milanović 36’ | Marcatori | 2’, 22’ Ebagua |

| Arbitro: | Ros (Pordenone) |

|  |           |                      |
|  | Marcatori | 45’ Jankto 52’ Addae |

| Arbitro: | Manganiello (Pinerolo) |

|               |           |                       |
| Cacia 8’, 34’ | Marcatori | 57’ (rig.) João Pedro |

| Arbitro: | Pairetto (Nichelino) |

|                                                       |           |                                            |
| Pagliarulo 15’ Citro 30’ A. Montalto 71’ Nizzetto 82’ | Marcatori | 37’ (rig.), 74’ (rig.) Cacia 39’ Altobelli |

| Arbitro: | Ghersini (Genova) |

|  |           |                     |
|  | Marcatori | 31’ (aut.) Cinaglia |

| Arbitro: | La Penna (Roma) |

|              |           |                             |
| Falletti 66’ | Marcatori | 33’ Pecorini 79’, 90’ Cacia |

| Arbitro: | Abbattista (Molfetta) |

|                |           |                               |
| Cacia 13’, 18’ | Marcatori | 33’ Oikonomidis 90+2’ Bagadur |

| Arbitro: | Rapuano (Rimini) |

|                         |           |  |
| González 45’ Faragò 90’ | Marcatori |  |

| Arbitro: | Pairetto (Nichelino) |

|              |           |                                |
| Cinaglia 73’ | Marcatori | 55’, 92’ Aramu 76’ Vantaggiato |

| La Spezia 20 maggio 2016, ore 20:30 CEST 42ª giornata | Spezia          | 0 – 0 referto | Ascoli | Stadio Alberto Picco (7 818 spett.)\| Arbitro: \| Chiffi (Padova) \| |
| Arbitro:                                              | Chiffi (Padova) |               |        |                                                                      |

### Coppa Italia
| Arbitro: | Baroni (Firenze) |

|             |           |                               |
| Tripoli 61’ | Marcatori | 83’ La Mantia 90+4’ Arrighini |

## Statistiche
Statistiche aggiornate all'11 ottobre 2015.

### Statistiche di squadra
| Competizione | Punti       | In casa | In casa | In casa | In casa | In casa | In casa | In trasferta | In trasferta | In trasferta | In trasferta | In trasferta | In trasferta | Totale | Totale | Totale | Totale | Totale | Totale | DR  |
| Competizione | Punti       | G       | V       | N       | P       | Gf      | Gs      | G            | V            | N            | P            | Gf           | Gs           | G      | V      | N      | P      | Gf     | Gs     | DR  |
| ------------ | ----------- | ------- | ------- | ------- | ------- | ------- | ------- | ------------ | ------------ | ------------ | ------------ | ------------ | ------------ | ------ | ------ | ------ | ------ | ------ | ------ | --- |
| Serie B      | 47          | 21      | 9       | 4       | 8       | 24      | 23      | 21           | 4            | 4            | 13           | 21           | 41           | 42     | 13     | 8      | 21     | 45     | 64     | -19 |
| Coppa Italia | Primo Turno | 1       | 0       | 0       | 1       | 1       | 2       | 0            | 0            | 0            | 0            | 0            | 0            | 1      | 0      | 0      | 1      | 1      | 2      | -1  |
| Totale       | 47          | 22      | 9       | 4       | 9       | 25      | 25      | 21           | 4            | 4            | 13           | 21           | 41           | 43     | 13     | 8      | 22     | 46     | 66     | -20 |